# سنگوکو جیئیتای: سکیگاهارا نو تاتاکای
سنگوکو جیئیتای: سکیگاهارا نو تاتاکای ((به ژاپنی: 戦国自衛隊 関ケ原の戦い, Warring States JSDF Battle of Sekigahara)) یک مجموعه تلویزیونی محصول ۲۰۰۶ است که عمدتاً بر اساس فیلم جی.ای. سامورایی در سال ۱۹۷۹ و فیلم سامورایی کماندو: مأموریت ۱۵۴۹ ساخته شده‌است. کارگردان آن، سایتو کوسی، در ساخت فیلم سنگوکو جیئیتای در سال ۱۹۷۹ نقش داشته‌است.